# A.S. Sestese Calcio
Đừng nhầm lẫn với U.S. Sestese Calcio, một câu lạc bộ có trụ sở tại Sesto Calende.
Associazione Sportiva Sestese Calcio là một câu lạc bộ bóng đá Ý đến từ Sesto Fiorentino, Tuscany.

## Lịch sử
Sestese được thành lập vào năm 1945
Vào mùa giải 2010-11, nó đã bị rớt hạng từ Serie D nhóm E sang Eccellenza Tuscany sau trận đấu, nhưng nó đã được chuyển đến serie D để lấp chỗ trống.
Trong mùa giải 2011-12, một lần nữa nó đã xuống hạng Eccellenza.

## Màu sắc và huy hiệu
Màu sắc của đội là xanh và đỏ.